# Copa ACLAV 2008 II
La segunda Copa ACLAV de 2008 fue la cuarta edición de la segunda competencia nacional más importante a nivel de clubes de vóley masculino en la Argentina. Se disputó en octubre de 2008 y fue correspondiente a la temporada 2008-2009 de la Liga Argentina de Vóley.
La copa se jugó en tres sedes, Rosario, Mendoza y Córdoba y el campeón nuevamente fue Drean Bolívar, que venció en la final a Gigantes del Sur y obtuvo su tercer título.
La copa contó con el retorno de Marcos Milinkovic al vóley nacional, que disputó la misma para La Unión de Formosa.

## Equipos participantes
| Equipo                       | Localidad                     |
| ---------------------------- | ----------------------------- |
| Belgrano                     | Córdoba, Córdoba              |
| Chubut Volley                | Trelew, Chubut                |
| Ciclista Olímpico            | La Banda, Santiago del Estero |
| Drean Bolívar                | Bolívar, Buenos Aires         |
| Entre Ríos Voley             | Paraná, Entre Ríos            |
| La Unión de Formosa          | Formosa, Formosa              |
| Mendoza Vóley                | Mendoza, Mendoza              |
| Gigantes del Sur             | Neuquén, Neuquén              |
| Obras Sanitarias de San Juan | San Juan, San Juan            |
| Rosario Sonder               | Rosario, Santa Fe             |
| UPCN Vóley                   | San Juan, San Juan            |

## Formato de competencia
Los once (11) equipos participantes se dividieron en tres grupos, dos grupos con cuatro (4) equipos y un grupo con tres (3). Dentro de su grupos se enfrentaron todos contra todos y avanzaron de fase los primeros de cada grupo más el mejor segundo. Cada grupo se disputó en una misma sede, siendo las sedes:
- Gimnasio de la Sociedad Unión Eléctrica, Córdoba.
- Estadio La Colonia, Mendoza.
- Gimnasio del Club Atalaya, Rosario.

Los cuatro clasificados se emparejaron y disputaron las semifinales, donde los ganadores accedieron a la final.

## Primera fase
Posiciones (fuente): somosvoley.com.

### Zona 1, Grupo de Rosario
| Pos. | Equipo           | Pts | Partidos | Partidos | Partidos | Sets | Sets |
| Pos. | Equipo           | Pts | PJ       | PG       | PP       | SG   | SP   |
| ---- | ---------------- | --- | -------- | -------- | -------- | ---- | ---- |
| 1.º  | Drean Bolívar    | 4   | 2        | 2        | 0        | 6    | 0    |
| 2.º  | Entre Ríos Vóley | 3   | 2        | 1        | 1        | 3    | 5    |
| 3.º  | Rosario Sonder   | 2   | 2        | 0        | 2        | 2    | 6    |

|  |                            |
|  | Clasificado a semifinales. |

| Fecha        | Local          | Resul | Visitante        | Set 1 | Set 2 | Set 3 | Set 4 | Set 5 |
| ------------ | -------------- | ----- | ---------------- | ----- | ----- | ----- | ----- | ----- |
| 6 de octubre | Rosario Sonder | 2 - 3 | Entre Ríos Vóley | 26-24 | 19-25 | 18-25 | 25-20 | 12-15 |
| 7 de octubre | Drean Bolívar  | 3 - 0 | Entre Ríos Vóley | 25-15 | 25-22 | 25-16 | —     | —     |
| 8 de octubre | Drean Bolívar  | 3 - 0 | Rosario Sonder   | 25-22 | 25-16 | 25-20 | —     | —     |

### Zona 2, Grupo de Córdoba
| Pos. | Equipo              | Pts | Partidos | Partidos | Partidos | Sets | Sets |
| Pos. | Equipo              | Pts | PJ       | PG       | PP       | SG   | SP   |
| ---- | ------------------- | --- | -------- | -------- | -------- | ---- | ---- |
| 1.º  | La Unión de Formosa | 6   | 3        | 3        | 0        | 9    | 2    |
| 2.º  | Belgrano (Córdoba)  | 5   | 3        | 2        | 1        | 7    | 4    |
| 3.º  | Chubut Volley       | 4   | 3        | 1        | 2        | 4    | 6    |
| 4.º  | Ciclista Olímpico   | 3   | 3        | 0        | 3        | 1    | 9    |

|  |                            |
|  | Clasificado a semifinales. |

| Fecha        | Local               | Resul | Visitante           | Set 1 | Set 2 | Set 3 | Set 4 | Set 5 |
| ------------ | ------------------- | ----- | ------------------- | ----- | ----- | ----- | ----- | ----- |
| 6 de octubre | La Unión de Formosa | 3 - 0 | Chubut Volley       | 25-18 | 25-21 | 25-23 | —     | —     |
| 6 de octubre | Belgrano (C)        | 3 - 0 | Ciclista Olímpico   | 25-23 | 25-23 | 25-9  | —     | —     |
| 7 de octubre | La Unión de Formosa | 3 - 1 | Ciclista Olímpico   | 25-27 | 20-25 | 25-23 | 25-12 | —     |
| 7 de octubre | Belgrano (C)        | 3 - 1 | Chubut Volley       | 21-25 | 25-23 | 25-20 | 25-21 | —     |
| 8 de octubre | Chubut Volley       | 3 - 0 | Ciclista Olímpico   | 25-23 | 26-24 | 25-20 | —     | —     |
| 8 de octubre | Belgrano (C)        | 1 - 3 | La Unión de Formosa | 18-25 | 21-25 | 25-23 | 29-31 | —     |

### Zona 3, Grupo de Mendoza
| Pos. | Equipo           | Pts | Partidos | Partidos | Partidos | Sets | Sets |
| Pos. | Equipo           | Pts | PJ       | PG       | PP       | SG   | SP   |
| ---- | ---------------- | --- | -------- | -------- | -------- | ---- | ---- |
| 1.º  | Gigantes del Sur | 6   | 3        | 3        | 0        | 9    | 2    |
| 2.º  | UPCN Vóley       | 5   | 3        | 2        | 1        | 8    | 4    |
| 3.º  | Mendoza Vóley    | 4   | 3        | 1        | 2        | 4    | 7    |
| 4.º  | Obras (San Juan) | 3   | 3        | 0        | 3        | 1    | 9    |

|  |                            |
|  | Clasificado a semifinales. |

| Fecha        | Local            | Resul | Visitante        | Set 1 | Set 2 | Set 3 | Set 4 | Set 5 |
| ------------ | ---------------- | ----- | ---------------- | ----- | ----- | ----- | ----- | ----- |
| 6 de octubre | Mendoza Vóley    | 3 - 1 | Obras (San Juan) | 19-25 | 25-19 | 25-19 | 25-16 | —     |
| 6 de octubre | UPCN Vóley       | 2 - 3 | Gigantes del Sur | 20-25 | 25-27 | 25-16 | 25-18 | 10-15 |
| 7 de octubre | Mendoza Vóley    | 0 - 3 | Gigantes del Sur | 17-25 | 20-25 | 17-25 | —     | —     |
| 7 de octubre | Obras (SJ)       | 0 - 3 | UPCN Vóley       | 17-25 | 17-25 | 23-25 | —     | —     |
| 8 de octubre | Gigantes del Sur | 3 - 0 | Obras (SJ)       | 25-19 | 25-23 | 25-10 | —     | —     |
| 8 de octubre | Mendoza Vóley    | 1 - 3 | UPCN Vóley       | 23-25 | 21-25 | 25-23 | 22-25 | —     |

## Segunda fase
|  | Semifinales         | Semifinales |                  |               | Final | Final |  |
|  |                     |             |                  |               |       |       |  |
|  |                     |             |                  |               |       |       |  |
|  | Drean Bolívar       | 3           |                  |               |       |       |  |
|  | Drean Bolívar       | 3           |                  |               |       |       |  |
|  | UPCN Vóley          | 1           |                  |               |       |       |  |
|  | UPCN Vóley          | 1           |                  | Drean Bolívar | 3     |       |  |
|  |                     |             |                  | Drean Bolívar | 3     |       |  |
|  |                     |             | Gigantes del Sur | 0             |       |       |  |
|  | Gigantes del Sur    | 3           | Gigantes del Sur | 0             |       |       |  |
|  | Gigantes del Sur    | 3           |                  |               |       |       |  |
|  | La Unión de Formosa | 0           |                  |               |       |       |  |
|  | La Unión de Formosa | 0           |                  |               |       |       |  |
|  |                     |             |                  |               |       |       |  |

### Semifinales
| Fecha         | Local            | Resul | Visitante           | Estadio                           | Set 1 | Set 2 | Set 3 | Set 4 | Set 5 |
| ------------- | ---------------- | ----- | ------------------- | --------------------------------- | ----- | ----- | ----- | ----- | ----- |
| 10 de octubre | Gigantes del Sur | 3 - 0 | La Unión de Formosa | Sociedad Unión Eléctrica, Córdoba | 25-22 | 26-24 | 25-18 | —     | —     |
| 10 de octubre | Drean Bolívar    | 3 - 1 | UPCN Vóley          | Sociedad Unión Eléctrica, Córdoba | 19-25 | 25-16 | 25-20 | 32-30 | —     |

### Final
| Fecha         | Local         | Resul | Visitante        | Estadio                           | Set 1 | Set 2 | Set 3 | Set 4 | Set 5 |
| ------------- | ------------- | ----- | ---------------- | --------------------------------- | ----- | ----- | ----- | ----- | ----- |
| 11 de octubre | Drean Bolívar | 3 - 0 | Gigantes del Sur | Sociedad Unión Eléctrica, Córdoba | 25-20 | 25-16 | 25-14 | —     | —     |

Campeón
Drean Bolívar
Tercer título